# جو كونلي
جو كونلي (بالإنجليزية: Joe Conley)‏ مواليد 3 مارس 1928 في بوفالو - الوفاة 07 يوليو 2013 في كاليفورنيا، هو ممثل أمريكي بدأ مسيرته الفنية سنة 1950. امتدت مسيرته الفنية لأكثر من 52 عاما.

## الأعمال
- لاسي
- غان سموك
- غرين أيكرز
- ذا والتونز
- السائق نايت
- منبوذ

## روابط خارجية
- جو كونلي على موقع IMDb (الإنجليزية)
- جو كونلي على موقع قاعدة بيانات الأفلام السويدية (السويدية)
- جو كونلي على موقع قاعدة بيانات الفيلم (الإنجليزية)